# شهاب بودن
شهاب بودن (1961 -) هو أستاذ جامعي تونسي ووزير التعليم العالي في حكومة الحبيب الصيد.

## النشأة والمسيرة
ولد في القيروان. وحاز على شهادة مهندس تقني من المدرسة الوطنية للمهندسين بتونس وعلى شهادة الدراسات المعمقة في الطاقة الشمسية من جامعة باريس 7 والدكتوراه في الفيزياء والطاقة من جامعة باريس. وقد اشتغل مهندسا بالمدرسة الوطنية للمهندسين بتونس من 1984 إلى 1989. ومن 1989 إلى 2008 عمل مساعدا ثم استاذا محاضرا بالمدرسة الوطنية للمهندسين بتونس. وعمل مديرا عاما للتعليم العالي بوزارة التعليم العالي من 2008 إلى 2014.